# Juan Homs y Botines

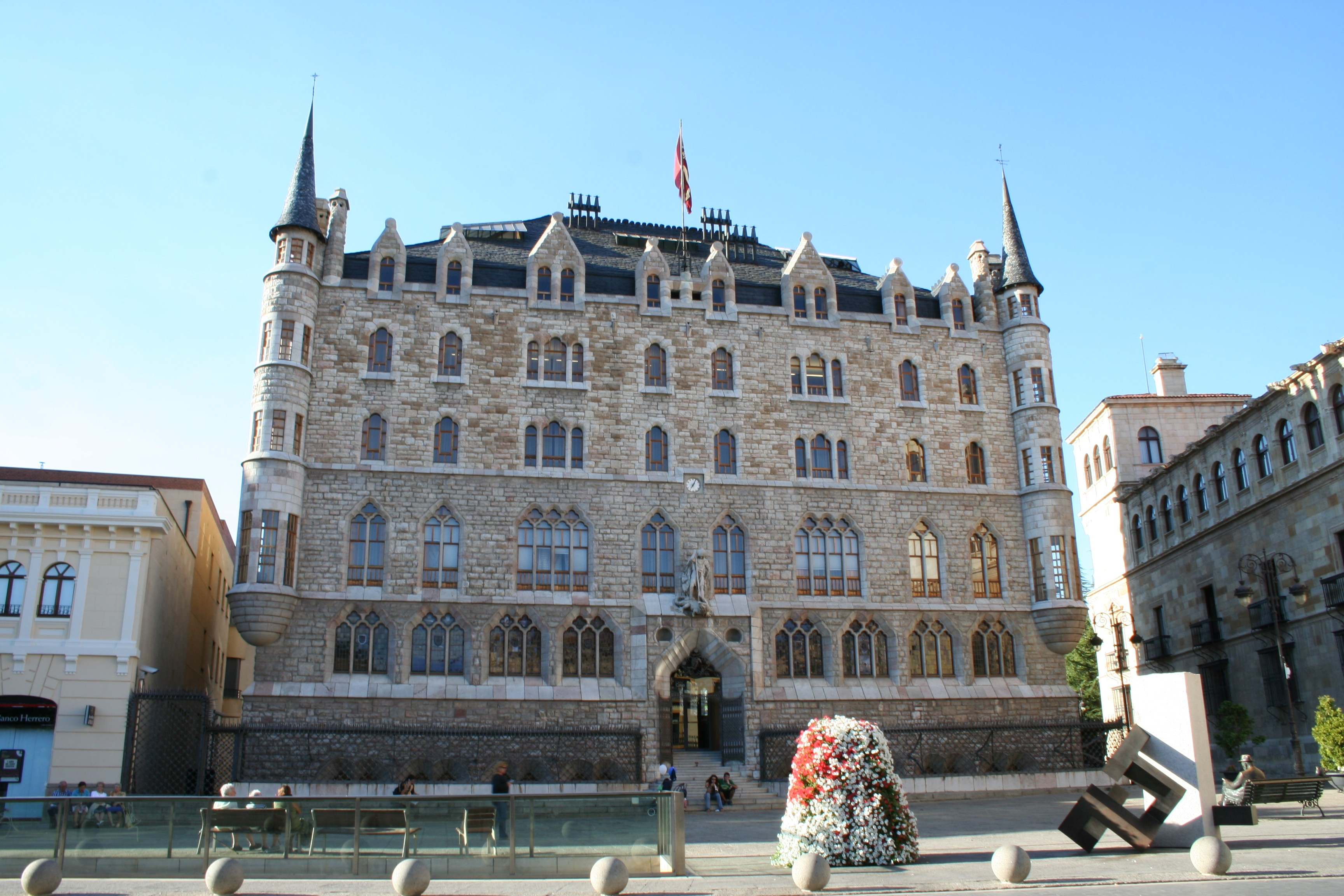
Fachada de la Casa Botines en la ciudad de León

Juan Francisco Ramón Homs y Botines (Cardona, 14 de diciembre de 1798-León, 9 de febrero de 1878) fue un comerciante catalán que hizo fortuna en la ciudad de León. Destacó en la sociedad leonesa de mediados del siglo XIX como hombre con inteligencia para los negocios, aunque estos méritos habrían caído en el olvido si no fuera porque, sin él pretenderlo, su apellido se engarzó al edificio civil más destacado de la ciudad: la casa Botines, una de las dos obras del arquitecto Gaudí en la provincia de León.

## Biografía
Juan Homs y Botines nació en Cardona (provincia de Barcelona) en 1798. Sus padres, Celedonio Homs Espardeñer y Francisca Botinas, vivían en la cercana Solsona (provincia de Lérida), pero su madre regresó a su pueblo natal a dar a luz, algo que hizo también con sus otros hijos. Juan vivió en Solsona con su familia hasta los 34 años, edad en la que viajó a León para establecerse definitivamente. Poco o nada se sabe de su vida en Solsona en este tiempo anterior a su exilio voluntario. A buen seguro, atendía los negocios familiares. Se desconoce el motivo para abandonar Solsona y asentarse en León, una ciudad sin peso industrial ni de negocios en la España del siglo XIX, cabeza administrativa de una provincia que todavía no explotaba las enormes riquezas del subsuelo. Tal vez decidió escapar de la Primera Guerra Carlista que se extendía rápidamente por Cataluña, o bien siguió la estela de otros catalanes que ya habían probado fortuna en León, como la familia de Solsona, Selva Castañé, o Torres Amat, el obispo de Astorga.

### En León

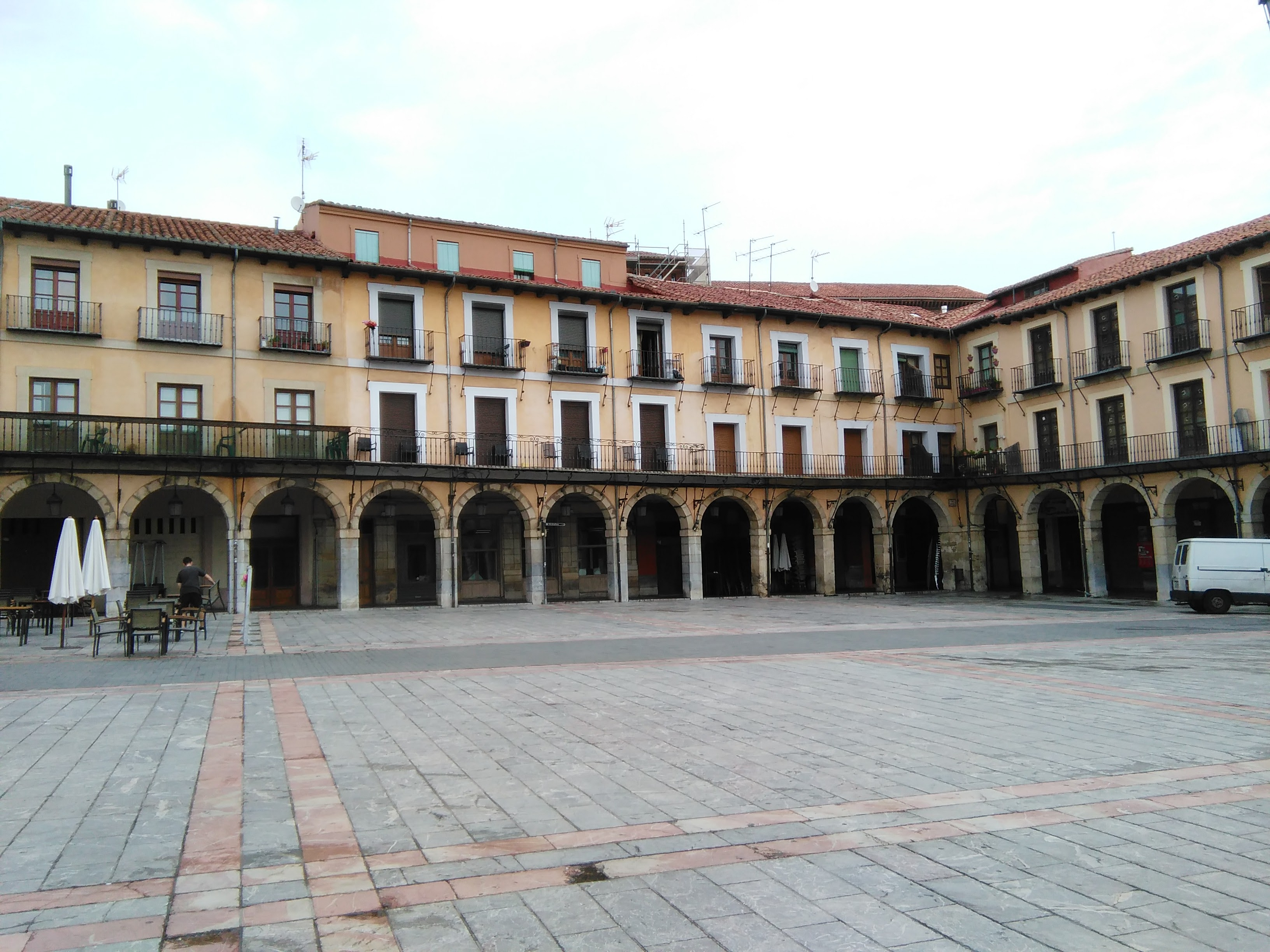
Lado norte de la plaza mayor de León, en donde pudo ubicarse el negocio de Botines, tras su traslado desde la plaza de Regla

Juan Homs y Botines llegó a León en 1834. No es difícil imaginar la honda impresión que le debió de causar la espléndida catedral gótica al catalán, un ferviente cristiano; la misma impresión que años después le produciría a Gaudí, buscando inspiración para diseñar el afamado edificio. Precisamente, en la actual plaza de Regla (o de la Catedral), o en sus aledaños, abrió Botines su primer establecimiento: Casa Botines. Era costumbre común en el siglo XIX que negocios de toda índole llevaran el nombre o apellido del propietario, colocando delante el sustantivo Casa. En la ciudad de León aún se pueden ver algunos ejemplos con esta denominación: Casa Lubén y Casa Roldán. En Casa Botines se despachaban tejidos al por mayor, llegados de Cataluña, fruto de su incipiente industria textil. También se podía cambiar oro y gestionar títulos y valores bancarios. Al tiempo llegó su hermana María Rosa Homs. Poco le duró su compañía a un soltero empedernido como fue hasta su muerte Botines. María Rosa contrajo matrimonio, en la catedral, con un empresario leonés llamado Simón Fernández. Se convirtió en cuñado y socio de Botines y, a la postre, Simón Fernández sería uno de los impulsores del edificio Casa Botines. Debido a la buena marcha de sus negocios, y a su carácter familiar, Botines atrajo a León a sus sobrinas Teresa y Catalina Riu y Homs. María Rosa Homs falleció tempranamente. Su viudo, Simón Fernández, contrajo segundas nupcias con Teresa Riu, su sobrina política. La gran diferencia de edad, 40 años Simón y 23 años Teresa, no fue impedimento. Sin lugar a dudas, el propio Botines bendijo este matrimonio, afianzando los lazos entre los socios, soldando de nuevo la pujante sociedad mercantil. Teresa Riu dio a luz a siete hijos en una década, hasta que falleció a los 33 años. Botines tuvo en su sobrina, Catalina Riu, una inestimable compañía hasta su defunción. El cariño mutuo se vio recompensado en los bienes y dinero que Botines le legó, junto a los usufructos y sobradas rentas. Catalina sobrevivió a su tío Juan sólo 3 años, falleciendo a los 46 años de un problema coronario. 
En la segunda mitad del siglo XIX, Casa Botines cambió de ubicación y se asentó en la plaza Mayor de León, el centro neurálgico de la ciudad, a la vera de la iglesia de San Martín. Los negocios de Juan Homs marchaban viento en popa. Da buena fe de ello la lista de los mayores contribuyentes por comercio de la capital en 1863, compartiendo el primer puesto con otros cuatro potentados que aportaban 1143 reales cada uno a las arcas del Tesoro. Casa Botines cambió su razón social en 1867, pasando a denominarse Homs y Fernández. En poco tiempo añadirían un tercer socio: Mariano Andrés Luna, que vino a revitalizar un negocio que aumentaba beneficios año a año. Juan Homs ya era un anciano y, al carecer de descendencia, necesitaba dejar en buenas manos la empresa.

### Fallecimiento y legado

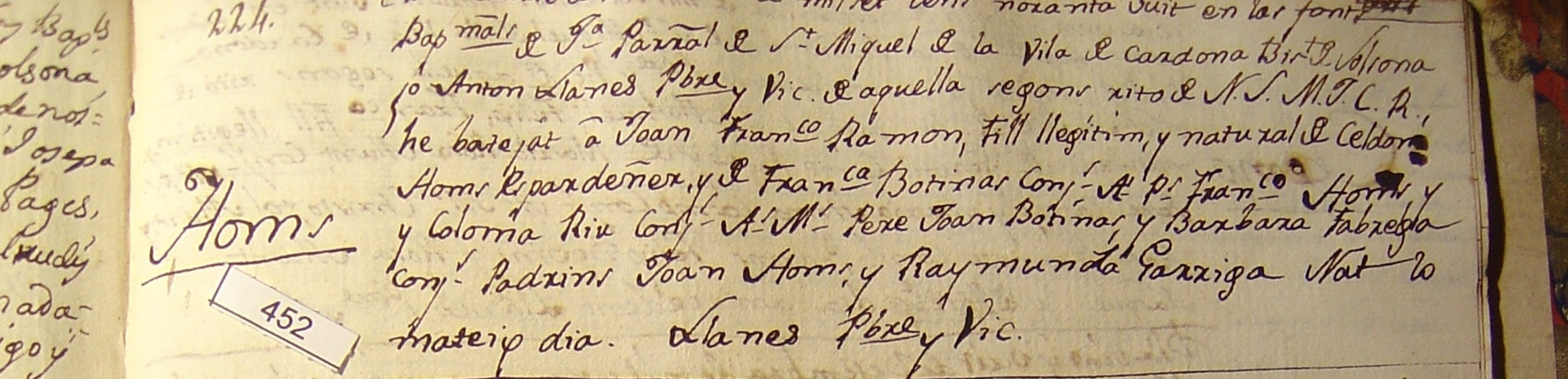
Partida de bautismo de Juan Homs y Botines de 1798

Juan Homs y Botines murió en 1878, con 79 años. Longevo, tuvo la suerte y el buen tino para amasar una estimable fortuna. Dejó en herencia a sus sobrinos de Solsona y de León cantidades que oscilan entre las 75 000 y 30 000 pesetas de la época respectivamente. El solar donde se asienta el actual edificio costó entre 7000 y 15 000 pesetas, dependiendo de la fuente a la que se acuda, lo que da buena cuenta del poder económico del señor Botines y sus socios. Catalina Riu se vio beneficiada por un espléndido testamento. Pero no solo fue espléndido con sus descendientes, ya en vida prestó auxilio en todas aquellas tragedias de las que tuvo conocimiento, tales como incendios o epidemias, afirmando su fe religiosa con actos de buen samaritano. Aportó también dinero para obras de la delicada catedral de León, en un periodo en el que el templo necesitaba un arreglo urgente.

## Botines y Gaudí
Juan Homs no tuvo relación directa con el edificio, que se finalizó en 1892, ni mantuvo con Gaudí ningún trato. Se piensa que el propio Botines fue representante del acaudalado banquero Güell en León y que de ahí pudo venir el nexo del conocimiento del arquitecto y de su valía. El mérito de encargarlo al genio catalán hay que atribuirlo a sus socios, Simón Fernández y Mariano Andrés Luna, y de esta manera debería haberse conocido tan singular edificio hasta nuestro días, usando los apellidos de sus impulsores. Pero la marca Casa Botines estaba tan enraizada en la ciudad que, de manera espontánea, permaneció en la mente de los leoneses.

## Controversia con el apellido Botines

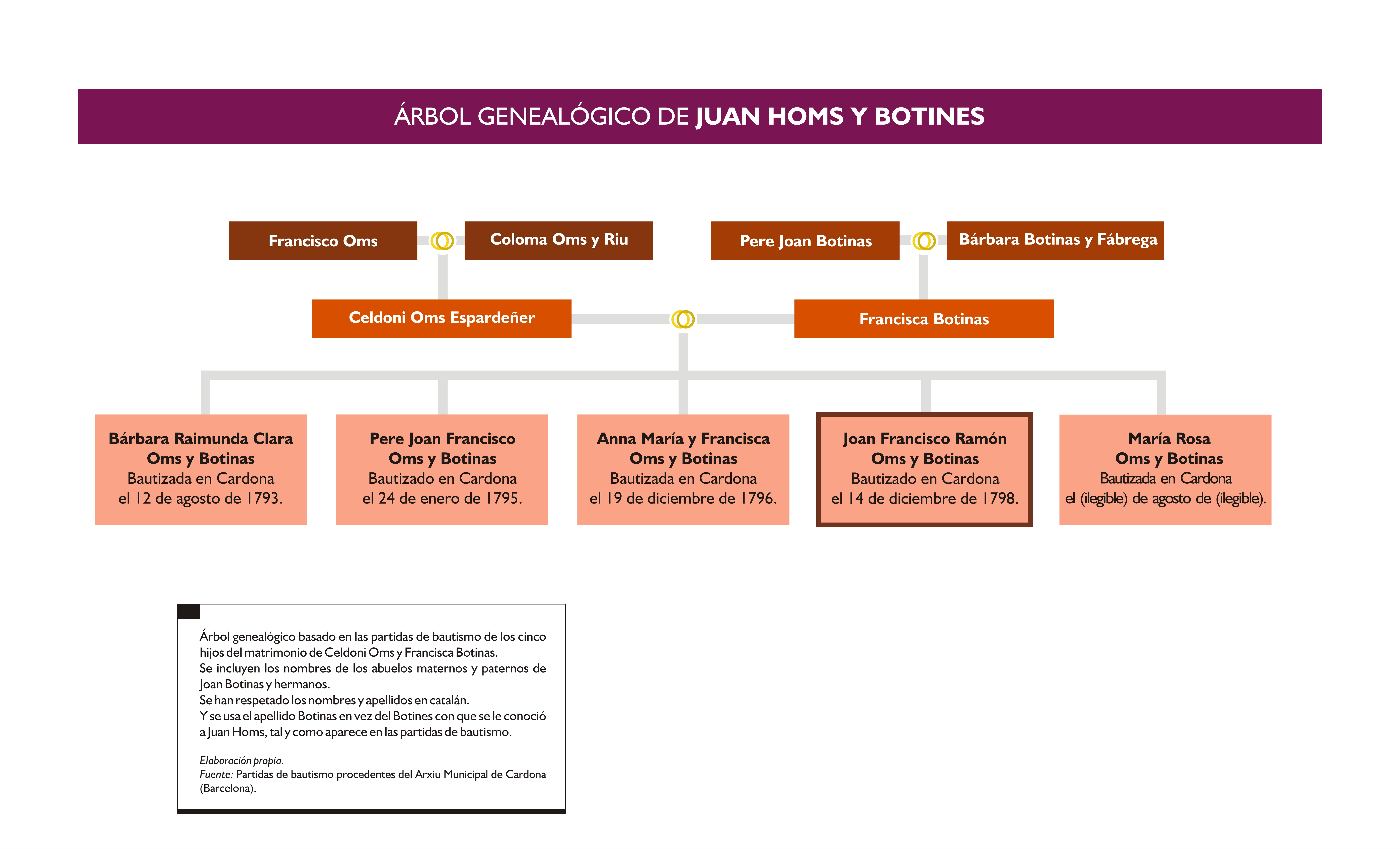
Árbol genealógico de Botines, con sus abuelos, padres y hermanos

Como todo personaje notable, arrastra Juan Homs y Botines una leyenda que no por parecer simple deja de tener su interés. La controversia gira en torno a si su segundo apellido fue Botines o Botinas (o bien Botinás o Botinàs). Es por ello que existen, a día de hoy, dos hipótesis:
- 1.ª. En todos y cada uno de los libros que refieren a Casa Botines,[5] en la misma documentación editada por los responsables del edificio, y en el discurso y la memoria de los leoneses, se cita la misma creencia: que Botines llegó de Cataluña apellidándose Botinàs y que, debido a la dificultad o extrañeza por su pronunciación, el pueblo llano lo modificó hasta convertirse en Botines. Bien es verdad que en su partida de nacimiento, el cura encargado de anotar el alumbramiento escribe el apellido de su madre Francisca con un claro Botinas (sin tilde). Y que luego, en la partida de bautismo de su hermano Pere Joan Francisco, el párroco anota Botines.

- 2.ª. El historiador Carmelo de Lucas del Ser,[6]  realizó una investigación que publicó en la revista de Caja España —la entidad propietaria del edificio hasta la creación de la Fundación España-Duero, que gestiona en la actualidad el edificio—, donde sostiene que en ningún documento o firma aparece esta anomalía, y que en el certificado de defunción del empresario aparecen, sin lugar a dudas, los apellidos Homs y Botines. Pero pasa por alto las partidas de bautismo de Juan y sus hermanos, con la referencia inequívoca a sus padres y abuelos.

Sea como fuere, el debate no está del todo cerrado. ¿Pudo el propio Juan cambiarse el apellido al comenzar su nueva etapa en León? Y si lo hizo, ¿qué motivos le impulsaron a ello? ¿Es capaz alguien de inventarse una historia algo rocambolesca con ningún propósito en especial, narración que ha permanecido durante más de 150 años en la ciudad sin una conclusión?
La teoría más plausible viene a contradecir a Lucas del Ser en beneficio de la historia que ha corrido por las calles y los mentideros leoneses desde el siglo XIX: Joan Homs vino a León diciendo que se apellidaba Botinas, con o sin acento en la “a”. De hecho, el apellido Botinas existe en Cataluña, así como el apellido Botines. Es poco probable que el cura que le inscribió en su partida de bautismo se confundiera adrede con el apellido materno. Con el tiempo, sus nuevos vecinos le fueron cambiando el apellido: pudo ser por la facilidad fonética y él, que debía de tener un buen carácter, accedió a ese cambio; o motivado por la aceptación de los que acudían a su tienda y por no levantar mayor revuelo.